# Pinacia pupillalis
Pinacia pupillalis är en fjärilsart som beskrevs av Pieter Cornelius Tobias Snellen 1885. Pinacia pupillalis ingår i släktet Pinacia och familjen nattflyn. Inga underarter finns listade i Catalogue of Life.